# جنوح سفينة

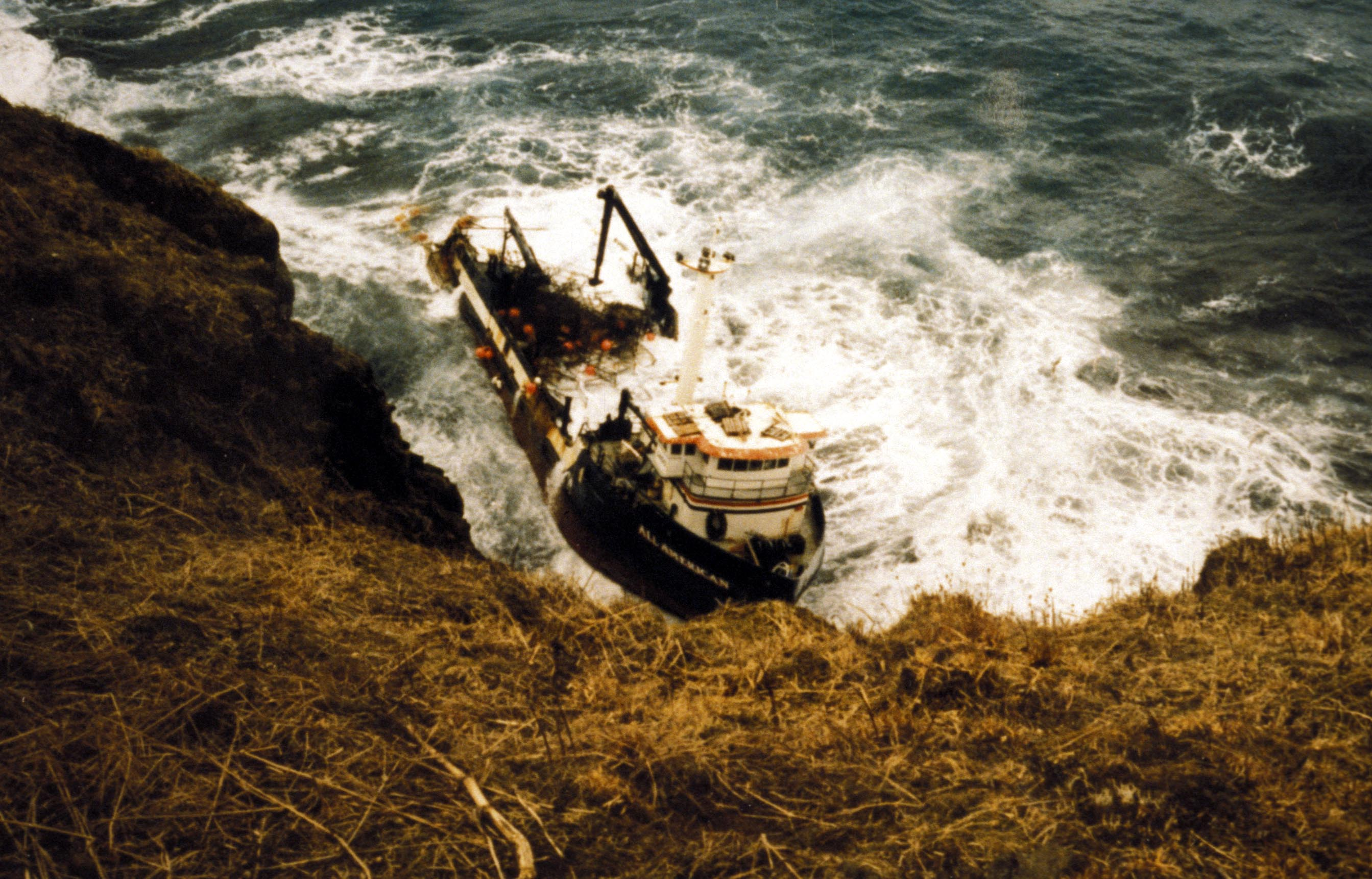
سفينة جنحت قرب جزيرة سانت جورج، ألاسكا

الجنوح هو نوع من الحوادث البحرية الناتجة عن ارتطام سفينة بقاع البحر أو ممر مائي. مما قد يؤدي إلى تلف الجزء المغمور من بدن السفينة، وخاصة الهيكل السفلي، مما قد يؤدي إلى تسرب المياه، والتي قد تعرض سلامة السفينة للخطر وعدم الاستقرار. مما قد يؤدي إلى أضرار قد تلحق بالبدن؛ وفي الحوادث الأكثر خطورة، قد تؤدي إلى انشطار البدن، وفقدان السفينة، وفي أسوأ الحالات قد تحدث خسائر بشرية، ولكن هذا الامر غير محقق دائما اذ قد تجنح السفينة وتتوقف عن الحركة من دون وقوع اضرار في بدن السفينة أو وقوع خسائر بشرية .